# Михаел (Регенсбург)
Михаел (на немски: Michael, † 23 септември 972) е 12. епископ на Регенсбург от 942 до 972 г.

## Биография
Преди да стане епископ той е викар на бохемските части на Регенсбургското епископство със седалище в Прага и се намира там по времето на убиството на крал Вацлав I. Болеслав I дава синът си Страхквас под закрилата на манастир „Санкт Емеран“. Михаел е, както другите първи регенсбургски епископи, също абат-епископ и ръководител на манастир „Санкт Емеран“.
Михаел участва във войската на Ото Велики в боевете в Бохемия. Той участва също в битката на Лехското поле на 10 август 955 г. против унгарците. Двама значими маджарски вождове (Булчу и Лел) са обесени през 955 г. в Регенсбург. В последвалите сражения епископът е тежко ранен, за което подробно съобщава хронистът и епископ Титмар Мерзебургски.
Той умира на 23 септември 972 г. Неговият наследник е Волфганг.